# Alacia minor
Alacia minor är en kräftdjursart som först beskrevs av McHardy 1964.  Alacia minor ingår i släktet Alacia och familjen Halocyprididae. Inga underarter finns listade i Catalogue of Life.